# عبد الله بن عبد الحميد الأثري

## الاسم والسيرة الذاتية
عبد الله يولجو أو عبد الله بن عبد الحميد بن عبد المزيد إسماعيل البزاز التركماني الأثري العراقي عالم وداعية إسلامي سلفي عربي تركي. ولد عام 1958 من اصل عراقي تركي . درس في الجامعة الإسلامية بالمدينة المنورة، وأسس مكتبة الغرباء التي تترجم الكتب السلفية إلى اللغة التركية.

عبد الله بن عبد الحميد بن عبد المجيد آل إسماعيل البزاز الأَثريُّ العراقيُّ.
«عضو الهيئة العُليا لرابطة علماء المسلمين».
مواليد: (1378هـ - 1958م) في مدينة كركوك بالعراق.
نزيل مدينة «اسطنبول» من سنة (1406هـ - 1986م).
وفيها أَسسَ «مكتبة الغرباء» عام (1412هـ - 1992م).
وهي دار نشر دعوية، تهدف إلى' نشر الإسلام الحقِّ، والعقيدة الصحيحة، والتربية النَّبويَّة باللُّغة العربية والتركية على' منهج أَهل السُّنَّة والجماعة؛ أَتباعِ القرون الثلاثة المفضلة، والأَئمة الأَربعةِ الذين شهدت لهم الأُمَّةُ بالإمامةِ والعلمِ وسلامةِ المعتقدِ.
وفيها تُلقى المحاضرات الدَّعوية والعلمية للطلاب من تركيا وخارجها.
شيوخهُ:
تلقى العلم على يد عددٍ من المشايخ المشهود لهم بالعلم منهم:
الشيخ العلامة عبد العزيز عبد الله بن باز.
الشيخ العلامة محمد بن صالح العثيمين.
محدث الشام محمد ناصر الدين الألباني.
الشيخ العلامة عبد الله بن عبد الرحمن الجبرين.
الشيخ العلامة عبد الله بن عبد العزيز بن عبد الله العقيل.
الشيخ الأصولي عبد الله بن غديان.
الشيخ العلامة عبد العزيز بن عبد الله الراجحي.
الشيخ العلامة صالح بن فوزان آل فوزان.
الشيخ العلامة عبد الرحمن البراك.
الشيخ العلامة محمد بهجة الأثري.
الشيخ محمد محمود الصواف.
الشيخ الداعية محمود محمد غريب المصري.
الأُستاذ محمد قطب.
وله أَسانيد وإجازات من المشايخ المسندين الفضلاء:
الشيخ العلامة الفقيه اليمني القاضي محمد بن إسماعيل العمراني.
الشيخ العلامة عبد الله بن عبد العزيز بن عبد الله العقيل.
الشيخ المحدث عبد الله بن عبد الرحمن السعد.
الشيخ أَحمد بن عبد الرزاق بن محمد آل إبراهيم العنقري.
الشيخ الدكتور ماهر بن ياسين الفحل.
الشيخ الدكتور بشار بن عواد معروف البغدادي الأَعظمي.
الشيخ محمد أَحمد زحل المغربي.

## الشيخ عبد الله بن عبد الحميد الأثري: سيرة عالم ومربٍّ
الشيخ عبد الله بن عبد الحميد الأثري هو أحد العلماء البارزين في مجال الفقه والدعوة الإسلامية، معروف بمواقفه الثابتة في دعم السنة النبوية والتمسك بمنهج السلف الصالح. وُلد في العراق مدينة كركوك  ونشأ في بيئة دينية حافلة بالقيم الإسلامية الأصيلة، ما جعل من حياته نموذجًا يحتذى به في التمسك بالدين، وطريق العلم، والدعوة إلى الله

## النشأة والتعليم
قال الشيخ : نشأت في بيئة إسلامية غنية بالقيم والتقاليد الدينية. كان والدي رحمه الله رجلًا عاملاً، لكنه كان محبًا للدين، موقرًا لله سبحانه وتعالى، وكان ملتزمًا في صلواته. كان يشجعني دائمًا على الذهاب إلى المسجد ويحرص على أن التحق بمدرسة  لتعلم القرآن الكريم ( الكتاب). أتذكر طفولتي التي كانت مليئة بالتنقل بين العمل في محل لخالي، وبين المدرسة، والمسجد. في العطل الصيفية، كنا نذهب إلى المساجد على مدار ثلاثة أشهر متواصلة لنواصل تعلم القرآن الكريم.
بعد أن تعلمنا قراءة القرآن، وتجاوزنا مرحلة الحروف والكلمات، بدأنا في التوجه إلى دراسة أعمق في المساجد، حيث تعلمنا تفسير القرآن الكريم، وتاريخ الدعوة، وعلم التلاوة. لكن في عام 1973، تم منع التدريس في المساجد في العراق، وأُقتصر على الصلاة فقط، ومنع التجمعات في المساجد. نتيجة لذلك، انتقلنا إلى مدرسة أخرى، وكان لدينا أستاذ فاضل، هو الأستاذ نور الدين رحمه الله، الذي كان داعية في الوقت نفسه. كان يدرسنا القرآن الكريم، ويربينا على الأخلاق الإسلامية، كما كان يشرح لنا معاني الحياة والتربية في ضوء القرآن الكريم، ويعزز فينا حب العلم والتعلم.
بعد الانتهاء من الثانوية، انتقلت إلى بغداد حيث التقيت بعدد من العلماء والدعاة الذين أثروا في حياتي بشكل كبير. من أبرزهم الشيخ محمود غريب رحمه الله، الذي أتى إلى العراق في نهاية عام 1974. تولى إمامة مسجد جامع البنية في بغداد، وكان أزهريًا متخصصًا في التفسير. تأثرنا كثيرًا بأسلوبه في الدعوة، وكان محبًا للشيخ عبد الحميد كشك . كنا نحضر دروسه في المسجد، وإذا لم نتمكن من الحضور، كنا نستمع إلى محاضراته من خلال الأشرطة.
في بغداد، التقيت أيضًا بمجموعة من الشباب الدعاة، وشاركت معهم في اللقاءات العلمية والدعوية. كما درسنا على أيديهم بعض المتون في الفقه وأصول الدين، وتفاعلنا مع العديد من الجماعات الإسلامية. نشأت بين بغداد ومدينتي  كركوك، حيث كنت أتنقل بين المدينتين، وأستمر في قراءة الكتب والتعلم من مختلف المصادر. كانت دعوة العلم والدين تتم بشكل فردي في تلك الفترة، وكان لها تأثير كبير على تكويني العلمي والدعوي وشكلت جزءًا كبيرًا من شخصيتي.

## العلم في ظل الحرب
عندما اندلعت الحرب العراقية الإيرانية في عام 1980، اضطررت للانخراط في الخدمة العسكرية الإجبارية. استمرت خدمتي في الجيش حوالي ست سنوات، لكن بفضل الله، كنت في القطاعات الخلفية التي لم تشهد مواجهات مباشرة مع العدو. كانت هذه الظروف في الواقع فرصة ثمينة لي، حيث كان لدي وقت فراغ يسمح لي بالقراءة والتعلم. في ذلك الوقت، كنت أقرأ مجموعة من الكتب التي كنت أُحضِرها معي، وعندما انتهت الكتب التي كانت لدي، كنت أستفيد من المكتبات في المعسكرات العسكرية القديمة. وكانت المكتبات تلك تحتوي على العديد من الكتب السياسية التي تدعم أفكار حزب البعث، فكنت أتمكن من كسر أقفال المكتبات وأخذ الكتب التي أريدها. كنت أقرأ هذه الكتب وأعيدها في السر. كانت هذه الفترة بمثابة فرصة ثمينة بالنسبة لي للاطلاع على العديد من المجالات، بما في ذلك التاريخ والسير النبوية. وأثناء خدمتي في الجيش، في البصرة التي كانت قريبة من الحدود السعودية  كانت إذاعة القرآن الكريم السعودي تذاع في المعسكرات، وكان برنامج "نور على الدرب" من البرامج التي كنت أستمع إليها بشغف. كانت تلك فرصة مهمة لي للاستماع إلى العلماء الكبار مثل الشيخ عبد العزيز بن باز، والشيخ محمد بن عثيمين، والشيخ صالح الفوزان، والشيخ عبد الله غديان، مما ساعدني على توسيع معرفتي الشرعية بشكل كبير. كنت أحرص على الاستماع لكل حلقة، وإذا فاتتني الحلقة في النهار كنت أسمعها في المساء حيث كانت تُعاد. بهذه الطريقة، كنت أكتسب كمًا هائلًا من المعلومات، سواء في الفقه أو الشريعة أو سائر المجالات الدينية اعطني عنوان لهذا

### الخروج من العراق
عندما اندلعت الحرب العراقية الإيرانية التي استمرت لمدة 8 سنوات، قررت الخروج من العراق هربًا من أهوال الحرب. في عام 1986 تقريبًا، هربت مع أسرتي، ومعي عمي وزوجتي وجميع أقاربي، على ظهور البغال. استغرقنا 37 ساعة في رحلة شاقة عبر التضاريس الصعبة، حيث تعرضنا لعديد من المواقف الصعبة والمخاطر. ورغم كل تلك التحديات، بفضل الله وصلنا إلى تركيا سالمين

### في تركيا
عملت في تركيا لمدة حوالي سنتين في مهنة نجارة الأخشاب التي تعلمتها من والدي، رحمه الله، حيث كان معلمًا محترفًا ثم تحولنا لاحقًا إلى مجال التجارة. خلال فترة إقامتي في إسطنبول، كانت لي فرصة للقاء عدد كبير من العلماء الذين كانوا يأتون إلى المدينة لقضاء إجازاتهم الصيفية. هذه اللقاءات مع العلماء كانت فرصة ثمينة لاكتساب العلم واختصار الوقت في التعلّم، إذ أن العالم يقدّم لك خلاصة المعرفة والجوهرص. مع استمرار دراستي في إسطنبول، قررت تأسيس "مكتبة الغرباء" وكان الهدف الأول منها نشر الدعوة وتوسيع دائرة المعرفة الشرعية

### في السعودية
في حوالي عام 1990، سافرت إلى السعودية حيث أديت فريضة الحج والعمرة، ثم بدأت في حضور مجالس العلماء. قضيت حوالي 20 سنة في المساجد، حيث درست على يد عدد كبير من المشايخ والعلماء، من بينهم الشيخ عبد العزيز بن باز، والشيخ محمد بن عثيمين، والشيخ عبد الله بن جبرين، والشيخ عبد الله غديان. استفدت من دروسهم العلمية بشكل مباشر، كما كان لي شرف الالتقاء بالعديد من مشايخ السعودية، حيث كنا نلتقي بهم ونتلقى العلم منهم، مما أتاح لي فرصة جمع كم هائل من المعلومات الشرعية

## الجهود الدعوية
على الرغم من أن الشيخ عبد الله الأثري كان معروفًا بعلمه وورعه، إلا أن جهوده الدعوية كانت أيضًا بارزة. فقد انخرط في العديد من الأنشطة الدعوية التي تهدف إلى نشر قيم الإسلام الصحيحة بين الناس. كان يحرص على مخاطبة القلوب قبل العقول، ويعتمد على أسلوب فريد في الدعوة، يقوم على الرفق واللين، مع التأكيد على أهمية الإلتزام بتعاليم الدين في جميع جوانب الحياة.
كما كان الشيخ يولي أهمية خاصة لتعليم الشباب، حيث كان يشرف على دورات تدريبية في تعليمهم القران الكريم و كافة العلوم الشرعية  ويشارك في مؤتمرات إسلامية تهدف إلى تعزيز القيم الإسلامية بين الأجيال الجديدة. كانت له جهود مميزة في توجيه الشباب إلى فهم الإسلام الصحيح بعيدًا عن التطرف أو الغلو، مع تعزيز روح الوسطية والاعتدال

### التفاعل مع الأحداث المعاصرة
الشيخ عبد الله الأثري كان دائمًا على تواصل مع أحداث العصر، رغم انشغاله في دروسه العلمية والدعوية. كان له مواقف واضحة فيما يتعلق بالأحداث السياسية والاجتماعية التي تمر بها الأمة الإسلامية. وقد عرف عنه دعوته الدائمة للوحدة بين المسلمين والابتعاد عن الفرقة، وكان يحث على الأخذ بالأسباب الشرعية في كل أمر من أمور الحياة، مع الحفاظ على الالتزام بتعاليم الشريعة.
كما كان له موقف ثابت من قضية التطبيع مع الكيان الصهيوني، ورفضه للتنازلات التي تهدد حقوق الأمة الإسلامية، بل وكان يحث على المقاومة الشرعية في وجه كل أشكال الظلم والاستبداد. كان دائمًا ما يحذر من الأخطاء الفكرية التي قد تُصيب المسلمين نتيجة التأثر بالموجات الفكرية غير الإسلامية التي تهدف إلى تشويه صورة الإسلام

## مؤلفاته
\ «الوجيزُ في عقيدَةِ السَّلفِ الصَّالحِ؛ أَهلِ السُّنَّة والجماعَةِ».
\ «الموجزُ في عقيدَةِ السَّلفِ الصَّالحِ؛ أَهلِ السُّنَّة والجماعَةِ».
\ «موجزُ الكلامِ في أَركانِ الإسلامِ».
\ «التَّوسلُ أَنواعهُ وأَحكامُهُ المشروعُ والممنوعُ».
\ «الإيمانُ: حَقيقتُهُ، خَوارمُهُ، نَواقضُهُ، عند أَهلِ السُّنَّةِ والجماعَةِ».
\ «الوجيزُ في الإيمانِ: حَقيقتُهُ، مسائلُهُ، نَواقضُهُ؛ عند أَهلِ السُّنَّةِ والجماعَةِ».
\ «الإيمانُ: ثَمَراتُهُ، وصِفَاتُ أَهْلِهِ؛ عندَ أَهلِ السُّنَّةِ والجماعَةِ».
\ «الموالاةُ والمعاداةُ؛ عندَ أَهلِ السُّنَّةِ والجماعَةِ».
\ «الاحتفالُ برأْسِ السَّنَةِ؛ بينَ اللَّهْوِ والوعيدِ».
\ «الغناءُ والموسيقى›؛ بينَ اللَّهْوِ والوعيدِ».
\ «نظرةٌ في التَّعددِ».
\ «إرشادُ النَّاظرِ بفوائدِ كتابِ الكبائرِ» للإمام الذَّهبي..
للوصول للمؤلفات يرجى زيارة موقع المكتبة
https://www.alguraba.com/ar

## مرضه مع كورونا
من أبرز المحطات في حياة الشيخ عبد الله الأثري هي فترة إصابته بفيروس كورونا في شهر نيسان عام 2020 . هذه المحنة التي مر بها كانت اختبارًا قويًا لإيمانه وصبره. على الرغم من صعوبة المرض، إلا أن الشيخ ظل صابرًا ومؤمنًا بقضاء الله وقدره، وكان دائمًا يحث المسلمين على التوكل على الله والالتزام بالإجراءات الوقائية.
خلال فترة مرضه، تابعه محبوه وطلاب علمه عن كثب، وافتقدوا مواعظه ودروسه، لكن الشيخ عبد الله ظل يواسيهم برسائل إيمانية حول أهمية الصبر والرجاء في الله. وعندما تعافى، عاد ليواصل مسيرته الدعوية والعلمية، معززًا من إيمانه ويقينه بأن البلاء هو من سنة الله في عباده

## روابط خارجية
- في مكاتب الشاملة